# Saša Bleiweis
Saša Bleiweis (blájvajs), slovenski inženir gozdarstva, * 23. december 1913, Ljubljana, † 15. januar 1991, Ljubljana.

## Življenje in delo
Po diplomi 1949 na Kmetijsko-gozdarski fakulteti v Zemunu (Srbija) je bil zaposlen na gozdnih upravah po Sloveniji, na ministrstvu za gozdarstvo in na fakultetnem posestvu Silva v Kamniški Bistrici. Ukvarjal se je predvsem z varstvom gozdov in gozdno entomologijo. Leta 1962 je postal predavatelj na katedri za varstvo gozdov in ekologijo prostoživečih živali ljubljanske Biotehniške fakultete in jo v letih 1963−1983 tudi vodil. Istočasno je vodil tudi raziskovalni odsek za to področje na Inštitutu za gozdno in lesno gospodarstvo v Ljubljani. Bil je republiški preglednik zdravstvenega stanja gozdnih drevesnic in sadilnega materiala. Sam ali v soavtorstvu je objavil več strokovnih člankov o boleznih in škodljivcih na gozdnem drevju in napisal visokošolski učbenik.